# St. Johannis (Wasserthaleben)

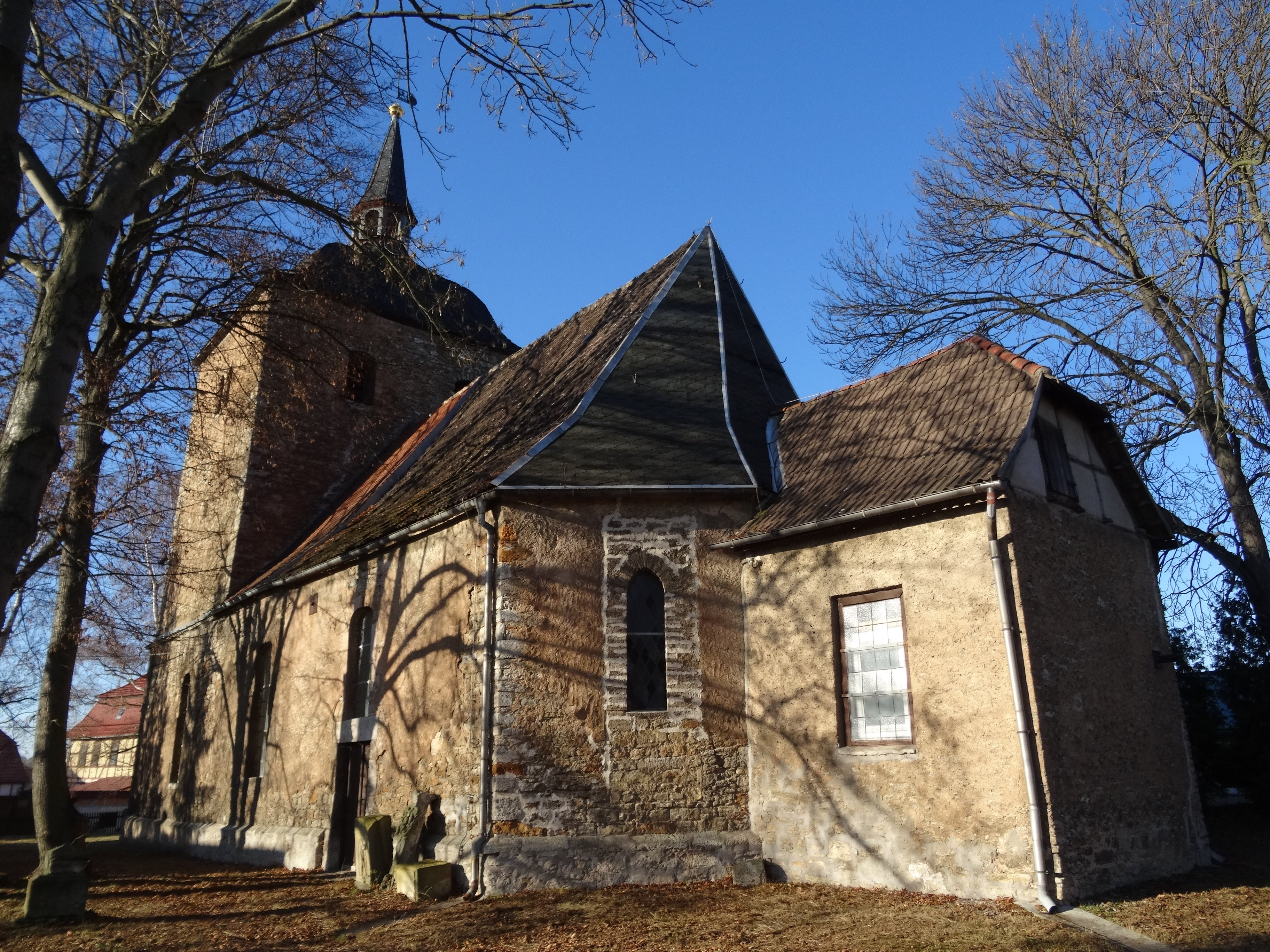
Wasserthaleben, St. Johannis

Die Kirche St. Johannis (auch Johannes-Kirche, vorher Liebfrauenkirche) ist eine evangelisch-lutherische Kirche in Wasserthaleben im Kyffhäuserkreis und gehört zum Pfarrbereich Großenehrich.

## Geschichte
Der heutige Bau wurde 1590 errichtet. Er diente als Ersatz für eine Kapelle zu Unser Lieben Frauen, die 1583 letztmals genannt wurde und sich auf dem Kirchberg in der Nähe von Wasserthaleben befand. Im 17. und 18. Jahrhundert wurde die Kirche mehrfach umgebaut. 1688 wurde die Kirchturmhaube repariert, in der ersten Hälfte des 19. Jahrhunderts die Sakristei angebaut. 1840 bis 1843 erfolgte eine Innenraumsanierung.

## Baubeschreibung
Es handelt sich um eine Saalkirche. Das Chorpolygon schließt im Osten bündig an das Langhaus an. Im Westen befindet sich der Turm in Langhausbreite, an der Ostseite die Sakristei mit Krüppelwalmdach. Das Mauerwerk besteht aus Kalk-Bruchsteinen, die ursprünglich verputzt waren, seit einigen Jahrzehnten aber in großen Teilen frei liegen. Im Turmsockel ist das spitzbogige Hauptportal eingearbeitet. Über diesem ist ein rechteckiger, verwitterter Inschriftstein aus Sandstein zu erkennen. Darüber befindet sich ein Rundfenster. Das obere Turmgeschoss besitzt an der West- und Südseite kleine rechteckige Öffnungen. Im Glockengeschoss gibt es gekuppelte Spitzbogenfenster nach Norden, Süden und Westen. Sie dienen als Schallarkaden. An der Ostseite sind zwei stichbogige Öffnungen links und rechts des Dachanschlages eingelassen. Die gedrungene und geschweifte Turmhaube ist mit Laterne und Spitzhelm versehen und wird von einer Wetterfahne und einem Kreuz bekrönt.  
Das Dach des Langhauses ist mit Betondachsteinen gedeckt. Auf beiden Seiten befinden sich je drei korbbogige Fenster. Ein schlichtes rechteckiges Eingangsportal befindet sich unter dem östlichen Fenster auf der Südseite. Ein Rundbogenportal in Kalksteingewänden wird von den beiden östlichen Fenstern der Nordseite eingerahmt.

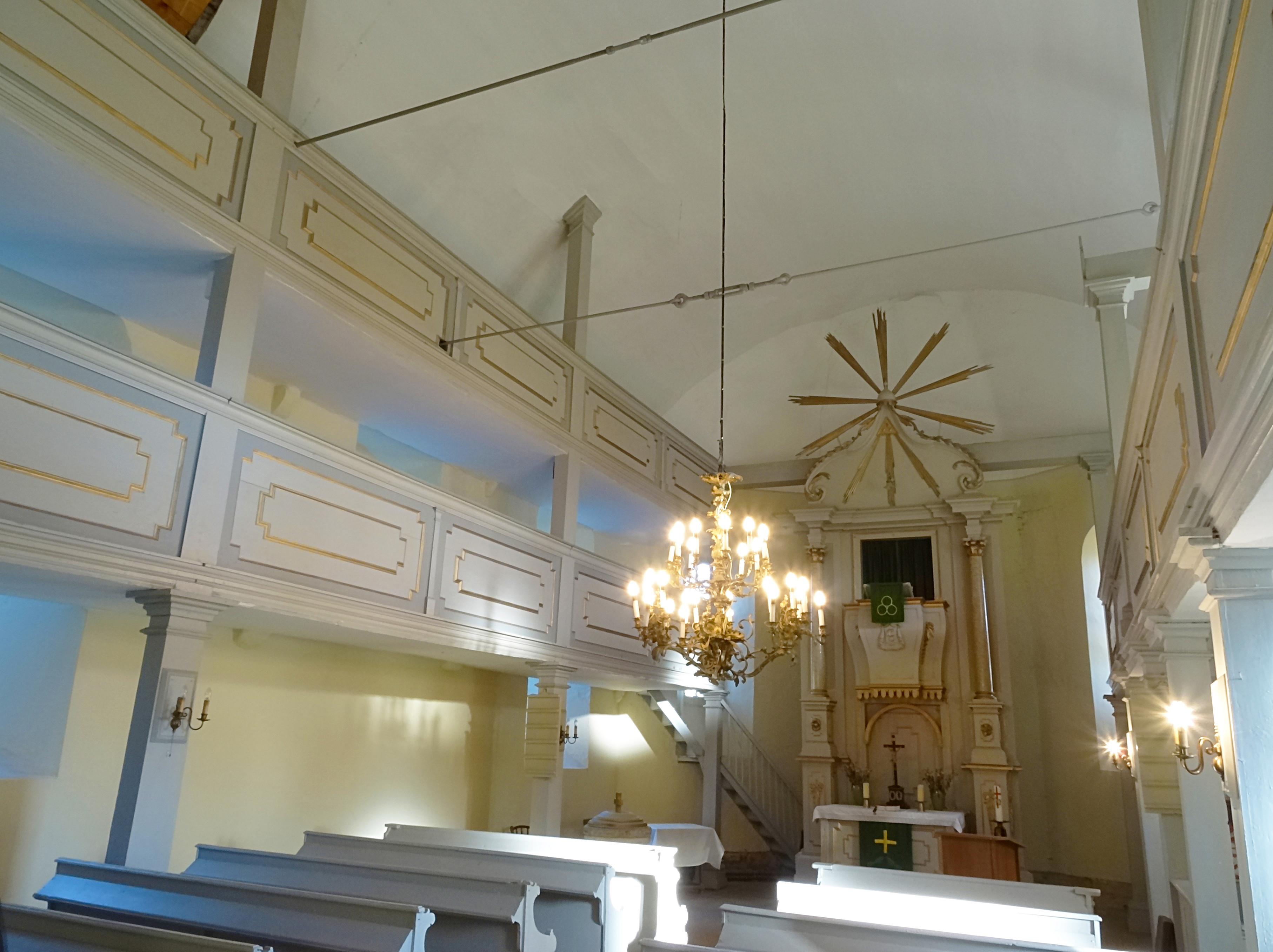
Innenansicht

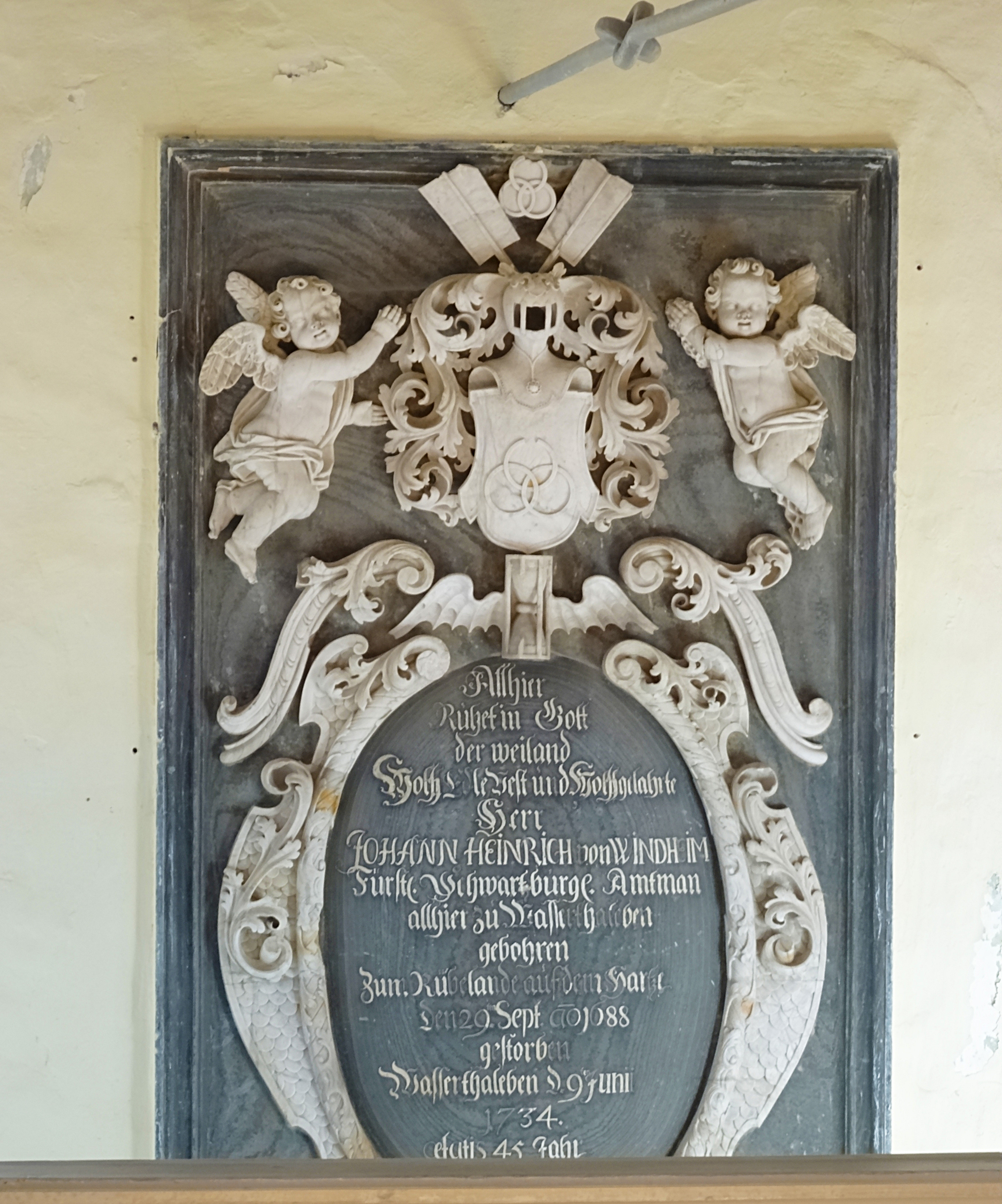
Das Windheim-Epitaph

Über das Langhaus erstreckt sich ein Tonnengewölbe. Eine Empore umgibt den Raum von drei Seiten. Die schlichte Emporenbrüstung ist mit Rahmenfriesen mit gebrochenen Ecken verziert. Zwei Gutsstände der Fürstlichen Domäne hatten einen der Friese bis 1834 im ehemaligen Freigut Müller genutzt.

## Ausstattung
Drei Glocken hängen in einem eisernen Glockenstuhl an hölzernen Jochen. Die älteste Glocke entstand 1885 in der Gießerei Gebrüder Ulrich aus Apolda. Die beiden anderen stammen aus dem Jahr 1925, gegossen von Franz Schilling & Söhne in Apolda.
Der Taufstein wurde laut Inschrift 1854 von Joh. Hurr[…] aus Westgreußen gefertigt. An seinem Fuß sind die Initialen „A.K.“ angebracht.
Ein schlank proportionierter frühklassizistischer Kanzelaltar  stammt aus der Zeit um 1790/1800. Seitliche Säulen ruhen auf dem langgestreckten Unterbau und Postamenten. Die Gebälkzone ist verkröpft, im geschweiften Giebelabschluss ist das Auge Gottes in einem Dreieck mit großer Strahlensonne zu sehen. Eine Kartusche am Kanzelkorb enthält die Initialen des Christian Günther von Schwarzburg-Sondershausen.
Ein steinerner Opferstock auf einer gedrehten Säule am Eingang trägt die Jahreszahl „1607“ und die Namen „HANS ROBOCK“ und „HAN[…]ER M[…]“ (möglicherweise Hans Sauer, Maurer)
An der Südseite des Chores befinden sich die Grabsteine für Rudolph Friedemar Marschall (8. Januar 1665–3. Mai 1665) und Maria Catharina Marschall, geborene  von Werther(n) (25. Januar 1635–9. März 1667). Auf der südlichen Empore befindet sich ein Epitaph für den Fürstlich Schwarzburgischen Amtmann Johann Heinrich von Windheim (29. September 1688–9. Juni 1734), geschaffen durch den Hofkünstlers Christian Johann Biedermann (vor 1694 – nach 1740).

## Orgel

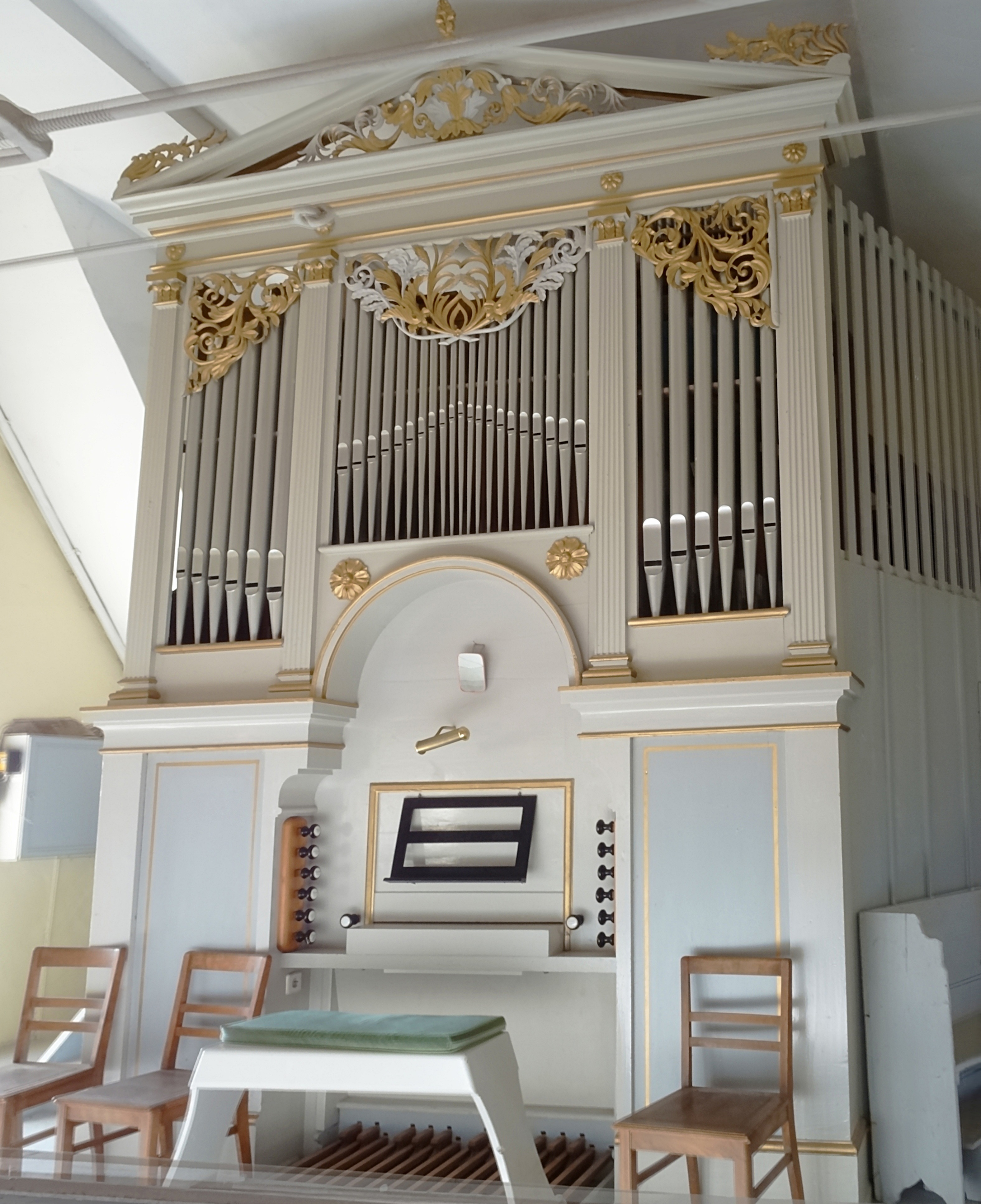
Die Strobel-Orgel

Die einmanualige Orgel stammt aus dem Jahr 1845. Sie wurde von Julius Strobel aus Frankenhausen als dessen erstes Werk gefertigt. Sie ist restauriert und einwandfrei spielbar (Stand 2016).
| I Manual |           |    |
| 1.       | Prinzipal | 8′ |
| 2.       | Gambe     | 8′ |
| 3.       | Hohlflöte | 8′ |
| 4.       | Gedackt   | 8′ |
| 5.       | Hohlflöte | 4′ |
| 6.       | Oktave    | 4′ |
| 7.       | Hohlflöte | 2′ |
| 8.       | Mixtur V  |    |

| Pedal |               |     |
| 9.    | Violon        | 8′  |
| 10.   | Prinzipalbass | 8′  |
| 11.   | Bordun        | 16′ |
| 12.   | Subbass       | 16′ |

- Koppeln: I/P

## In der Umgebung
Auf dem Kirchhof sind Grabsteine aus dem 18. und 19. Jahrhundert erhalten. Ein Denkmal für die Gefallenen des Ersten Weltkriegs wurde 1921 außerhalb der Kirche an der Südseite aufgestellt.